# 永すぎた春
『永すぎた春』（ながすぎたはる）は、三島由紀夫の長編小説。永すぎた婚約期間中の男女の紆余曲折と危機を描いた作品である。同時に並行して連載された『金閣寺』とは趣が正反対の明るい青春の恋愛小説で、主人公のカップルのように、婚約期間の長い恋人の倦怠や波乱を指す「永すぎた春」という言葉は流行語となった。“January” から“December” までの12か月の章に分かれ、2人の間に起こる大小さまざまな恋の危機が、巧妙な逆説と洒脱な風味で描かれている。
1956年（昭和31年）、雑誌『婦人倶楽部』1月号から12月号に連載された。単行本は同年12月25日に大日本雄弁会講談社（現・講談社）より刊行され、15万部のベストセラーとなった。翌年1957年（昭和32年）5月28日には、若尾文子と川口浩主演で映画も封切られた。文庫版は1960年（昭和35年）12月10日に新潮文庫で刊行された。翻訳版は、中国（中題：永恒的春天）などで行われている。

## あらすじ
T大法学部に通うまじめな大学生・宝部郁雄は、学校門脇の古本屋「雪重堂」の娘・木田百子と去年の春に出会い恋仲となり、2人はようやく親の許しを得て今年の1月15日に婚約できた。しかし結婚は、郁雄が来年3月大学を卒業してからという条件であった。2人は接吻だけの関係だったが、お互いの家に気軽に遊びに行き、夫婦のように公認されるようになった。小さな嫉妬や親戚にまつわる両家のいざこざはあったが順調だった。
4月のある日、2人は郁雄の知人の画家・高倉の個展会場で待ち合わせをした。先に来ていた郁雄はそこで、30歳近い美人画家・本城つた子を紹介された。百子が遅いので、郁雄はつた子に誘われ喫茶店に行った。そのとき百子は嫉妬の態度を示さなかったが、その後、不安な百子は結婚前に体を許してもいいと郁雄に言ったりするようになった。
つた子の誘惑に悩まされていた郁雄は、百子の純潔を守る代わりに、ついに、つた子のアパートへ行くことに決めた。郁雄は年上の学友で妻帯者の宮内にそのことを相談したが、「危なくて見ちゃおれんね、君はエゴイズムで動いているんだが、それを性欲と思いちがえている」とだけ言い、具体的な忠告はなかった。アパートで郁雄がつた子を待っていると、宮内が百子を連れて現われた。そこへ、つた子も加わり、宮内は郁雄に、百子とつた子のどっちを選ぶのか対決をせまった。郁雄ははっきりと百子を選んだ。
百子の兄で小説家志望の東一郎がひどい盲腸で入院した。東一郎は附添の美人看護婦・浅香と結婚したいと言い出し、郁雄の母・宝部夫人の仲介もあり、当初反対していた木田夫婦も了承した。しかし浅香の母・つたは、単なる未亡人の貧しい素朴な小間使いではなく、元・花柳界で女中か何かをしていた海千山千の強かな女で、木田一家や、宝部家に嫁ぐ百子に対する妬みやひがみの心性を隠していた。
つたは自分の娘の幸せに対してまで羨望を抱くひねくれた老女だった。百子はつたの陰謀で、郁雄のプレイボーイの友人・吉沢に強姦されそうになった。あやうく逃れた百子だったが、この一件で宝部夫人は、つたと親戚関係になるのを拒絶し、東一郎と浅香が結婚するなら、郁雄と百子の結婚を許さないと、東一郎に言った。
母親・つたの失態のせいで、木田家に来なくなった浅香のアパートを東一郎と百子が訪ねた。ちょうど、つたも居て、浅香は母親をかばうようなことを言い、自ら東一郎に嫌われるようにした。百子にはそれが解ったが、東一郎は激昂して別れを決め、その足でまっすぐ宝部家に報告しに向かった。百子と郁雄は婚約破棄にならずに済んだ。
百子は浅香の心情を兄に教えなかったことに自分のエゴイズムをみて、そのことを郁雄に相談した。しかし郁雄は、東一郎は浅香が偽りの愛想づかしを言うことを知っていて、あえて別れの行動に移れるようにしたんじゃないかと言い、東一郎が一緒に百子を連れてアパートに行ったのもそのためで、自分たちが結婚できるようにしてくれたんだと解釈した。百子と郁雄は、それをありがたく感謝し、素直に幸福をもらおうと誓い合った。

## 作品評価・研究
『永すぎた春』は、『金閣寺』と同時に連載開始された作品であるが、文学的に評価の高い『金閣寺』の硬質な趣とは全く異なっている。しかし軽快な娯楽作品ながらも連載中に評判となり、刊行本となるやベストセラーとなった。
虫明亜呂無は、『永すぎた春』を三島が「あえて健康な市民に挑戦した作品」だとし、「健全さのもっている不健全さ、幸福のもっている不幸、社会的位置に与えられた栄光の翳り、家庭的充足の欠落と断絶」といったものを、作者の三島が「市民の側にたつという偽装で描いていった」と考察しながら、作品の明るさについて「意識の裏側からの逆光に浮きあがった作品の明るさにほかならなかった」としている。
西本匡克は、『永すぎた春』発表当時から40年以上の時が経ち、世の中に「できちゃった結婚」や「バツ一」「バツ二」といった言葉が表すように、それが当たり前に変化した今日の社会風潮の中では、もはや「永すぎた春」という「ストイックなタイトル」が流行語にはなりえないことを鑑みて、『永すぎた春』で描かれたものを「世俗に対する純粋さ、結婚までの愛の成熟へのプロセスとしての価値」として作品を捉えてみるのも一考だと解説している。
十返肇は、『永すぎた春』が大衆向けに書かれた作品ではあるが、他の純文学作品同様、三島の「人生観」や「人間観」が表われ、「永すぎた春」という逆説を含んだ主題そのものが、三島らしい「洒脱なもの」だと評しつつ、恋愛は、周囲の反対が強いほど、「愛人同士の感情は密着して結ばれ」、周囲が理解を示し、祝福されると、「敵を失った情熱は、愛そのものを倦怠させてしまう」性質を持つため、主人公の2人の愛も、周囲に公認された永い婚約期間中、「緊迫した激しさ」が失われ、相手に強く惹かれなくなってゆく様相を説明し、それを、「〈幸福〉そのものが一種の〈不幸〉と化しつつある状態で、三島氏らしい狙いである」と解説している。
そして、そういった作者・三島の観方が「逆説的」だと言われがちなことについて十返肇は、「本当は逆説ではなく、きわめて順当な観察」だと述べ、「敵を失った青春などは、実に張り合い」がなく、「青年を青年たらしめるには、大人は頑固であり保守的であるほうが、むしろいいぐらいだという、それこそ“逆説”が生れそうである」としながら、青年にとって、「物わかりのいい大人」こそ、実は「眼に見えざる敵」かもしれないという視点から、主人公・郁雄の母親である宝部夫人の存在が、この作品において「二重の意味をになっている」と指摘し、宝部夫人が「物わかりのいい大人」だと自負しながらも、身勝手な振舞いをする点に触れて、以下のように解説している。

## 映画化
『永すぎた春』（大映） 1957年（昭和32年）5月28日封切。カラー 1時間39分。

### スタッフ
- 監督：田中重雄
- 脚本：白坂依志夫
- 撮影：渡辺公夫
- 音楽：古関裕而
- 美術：柴田篤二
- 照明：泉正蔵
- 企画：藤井浩明
- 製作：永田雅一

### キャスト
- 木田百子：若尾文子
- 宝部郁雄：川口浩
- 木田東一郎：船越英二
- 木田敬三：花布辰男
- 木田むつ：滝花久子
- 宝部之一：見明凡太朗
- 宝部之一夫人：沢村貞子
- 木田一哉：入江洋佑
- 宮内一平：北原義郎
- 高倉竜二：川崎敬三
- 本城つた子：角梨枝子
- 浅香千鶴子：八潮悠子
- 浅香あき：村田知栄子
- 春吉：伊藤直保
- きくえ：如月敏子
- おはま：村田扶実子
- 中座：守田学
- 出っ歯の男：伊達正
- 九州弁のひげの学生：早川雄三
- 山崎夫人：岡村文子
- 横山夫人：耕田久鯉子
- 藤田夫人：志賀暁子
- 今井夫人：香住佐代子
- 辻夫人：楠よし子
- 森川夫人：目黒幸子
- 川田夫人：新宮信子
- 眼鏡をかけた女の子：久保田紀子
- 多美子：樋口登志子
- 女学生：小田桐桂子
- 花作の女中：鍵山寿子

元々三島の初期短編を読みファンであった藤井浩明は、大映に入社し同じ企画部に後から入ってきた中島源太郎（中島知久平の息子）から、「三島由紀夫の『永すぎた春』って面白いですよ」と提案され、すぐに映画化を企画した。藤井はその企画の件で三島の自宅を初めて訪問し、それ以来長きにわたる付き合いとなった。
映画『永すぎた春』は、従来の日本の娯楽映画と違った「もっとスマートでもっと垢抜けた」映画にしようと、「当時かなり粋がって」製作した作品だと藤井は語っている。
大映多摩川撮影所で行われた撮影風景を三島も1957年（昭和32年）4月に見学に行っているが、その時ちょうど熱海の別荘のパーティーのシーンで出演者たちがダンスをしていたため、「ほう、僕も今まで何度か撮影所に来たけど、こんな楽しそうに撮影しているのを見たのは初めてですよ」と三島は言い、初対面の川口浩や若尾文子らと意気投合していたという。

## テレビドラマ化
- 名作劇場『永すぎた春』（KRテレビ） 
  - 1957年（昭和32年）8月28日 - 9月25日（全5回） 毎週水曜日 21:15 - 21:45
  - 脚色：白坂依志夫
  - 出演：中川弘子、英百合子、高橋正夫、長谷部健、牧真介、忍節子、夏川大二郎、ほか
- 銀河テレビ小説『永すぎた春』（NHKテレビ） 
  - 1975年（昭和50年）3月3日 - 14日（全10回） 毎週月曜 - 金曜日 21:40 - 22:00
  - 脚色：中島丈博。演出：八木雅次
  - 出演：香野百合子、西田健、山内明、河内桃子、松岡きっこ、河原崎建三、市毛良枝

## ラジオドラマ化
- 大映アワー『永すぎた春』（ラジオ東京） 
  - 1957年（昭和32年）3月20日 - 5月22日（全10回） 毎週水曜日 20:00 - 20:30
  - 脚色：八木柊一郎。音楽：富永三郎
  - 語り手：小池朝雄。出演：仲谷昇、中村メイコ、長岡輝子、田代信子、竜岡晋、山本みつよ、ほか
  - ※ 最終回は、川口浩、中村メイコらによる座談会「『永すぎた春』の問題」を放送。

## おもな刊行本
- 『永すぎた春』（大日本雄弁会講談社、1956年12月25日） NCID BN07370998
  - 装幀：初山滋。紙装。フランス装。紺色帯。257頁。各章冒頭に挿絵12葉（初山滋）。帯（背）に「大映・映画化」とあり。
- 『永すぎた春』（大日本雄弁会講談社・ロマン・ブックス、1958年9月10日）
  - 装幀：初山滋。紙装。各章冒頭に挿絵12葉（初山滋）。
- 文庫版『永すぎた春』（新潮文庫、1960年12月10日。改版1969年、1988年）
  - カバー装幀：脇田和。解説：十返肇
  - ※ のちにカバー改装。

### 全集収録
- 『三島由紀夫全集12巻（小説XII）』（新潮社、1974年2月25日）
  - 装幀：杉山寧。四六判。背革紙継ぎ装。貼函。
  - 月報：野坂昭如「三島ラビリンス」。《評伝・三島由紀夫 10》佐伯彰一「伝記と評伝」。《同時代評から 10》虫明亜呂無「『永すぎた春』をめぐって」
  - 収録作品：「永すぎた春」「足の星座」「色好みの宮」「影」「お嬢さん」「愛の疾走」
  - ※ 同一内容で豪華限定版（装幀：杉山寧。総革装。天金。緑革貼函。段ボール夫婦外函。A5変型版。本文2色刷）が1,000部あり。
- 『決定版 三島由紀夫全集6巻 長編6』（新潮社、2001年5月10日）
  - 装幀：新潮社装幀室。装画：柄澤齊。四六判。貼函。布クロス装。丸背。箔押し2色。
  - 月報： 徳岡孝夫「唯識、法相……心々ですさかい」。高橋睦郎「三島由紀夫のエラボレーション」。［小説の創り方6］田中美代子「奈落の階梯」
  - 収録作品：「金閣寺」「永すぎた春」「美徳のよろめき」「『金閣寺』創作ノート」